# Chrysotus lamellifer
Chrysotus lamellifer är en tvåvingeart som beskrevs av Robinson 1964. Chrysotus lamellifer ingår i släktet Chrysotus och familjen styltflugor.
Artens utbredningsområde är Iowa. Inga underarter finns listade i Catalogue of Life.